# Bazilika Panny Marie Bolestné (Bohosudov)
Bazilika Panny Marie Bolestné v Bohosudově s ambity a bývalou jezuitskou rezidencí stojí přímo v centru města na náměstí. Je významným poutním místem a je jedním z hlavních severočeských poutních kostelů. V počátku 20. století (v roce 1911) byl druhým nejnavštěvovanějším poutním místem litoměřické diecéze a pátým v Čechách. Před vznikem baziliky ve Filipově v roce 1885 se jednalo dokonce o nejnavštěvovanější mariánskou svatyní v severních Čechách. Poutě na toto místo jsou aktuální i ve 21. století. Každoročně mj. přichází přibližně 500 Lužických Srbů ze sousední německé Lužice na společné setkání. Původní drobná, snad dřevěná kaple, byla v místě postavena roku 1426. V roce 1507 byla rozšířena, avšak před rokem 1620 zpustla. Stavba byla znovupostavena v letech 1621–1624. Dnešní stavba byla započata roku 1701 Giuliem a Octaviem Broggiem. Stavba byla dokončena roku 1708, kdy byly dostavěny obě věže v západním průčelí kostela. Od roku 1964 je chráněna jako kulturní památka a v roce 2018 byla prohlášena národní kulturní památkou České republiky.

## Historie poutního místa

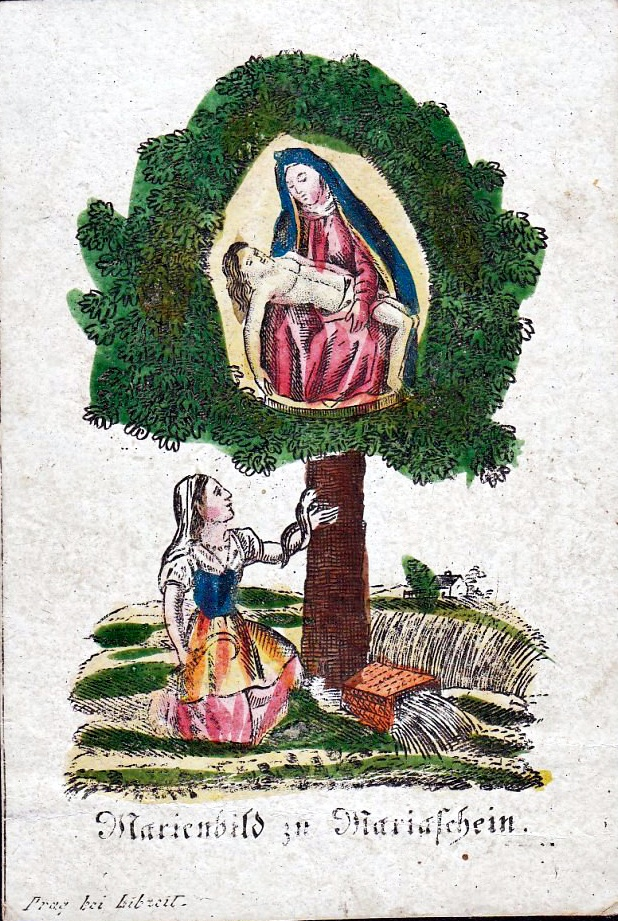
Tisk z roku 1850 zobrazující legendu o vzniku poutního místa v Bohosudově

### Legenda
V křížové chodbě bohosudovské baziliky je na nástěnných malbách z let 1701–1706 znázorněna legenda o vzniku tohoto poutního místa. Od roku 1227 býval v blízkém Světci u Bíliny klášter sester strážkyň sv. Hrobu. Husité tento klášter přepadli a vypálili. Část řeholnic byla pobita a část se zachránila útěkem. Na útěku vzaly s sebou sestry nejcennější předmět svého kláštera – malou sochu Bolestné Panny Marie, která byla již dlouho zbožně uctívána. Jeptišky se skrývaly v lesích v místech nynějšího Bohosudova a postupně tam podlehly útrapám těžkého a nezvyklého života. Podle legendy poslední z nich ukryla těsně před smrtí sošku do vykotlané staré lípy – jak je to vyobrazeno v křížové chodbě. Legenda neuvádí, jak dlouho byly soška v lípě ukryta, nicméně na svátek Narození Panny Marie v roce 1425 přišla do těchto míst jedna dívka z blízké Krupky, aby zde žala trávu. Poblíž lípy se nacházela také studánka. Dívku náhle však napadl jedovatý had (obvykle chápán v biblickém smyslu jako symbol ďábla), který se jí ovinul kolem holé ruky. Dívky vykřikla a pustila srp. Had místo toho, aby zaútočil, otočil se proti lípě a začal neobyčejně silně syčet. Náhle zcela ochromen spadl a aniž dívce ublížil, zmizel v trávě. Tento výjev je vyobrazen v křížové chodbě při bazilice. Dívka běžela domů a tento podivuhodný příběh vyprávěla. Její zaměstnavatel viděl, že jde o mimořádnou událost a po poradě s některými krupskými měšťany se spolu s nimi vypravil ke staré lípě. Při její prohlídce nalezli v dutině sošku Bolestné Panny Marie. Po konzultaci s krupským farářem se k lípě odebralo z Krupky procesí, které sošku přeneslo do krupského farního kostela. Došlo ovšem k tomu, že soška z krupského kostela zmizela a byla nakonec opět nalezena ve vykotlané lípě. Když se to opakovalo, byla v tom spatřována Boží vůle a podle legendy zbožní lidé zde vystavěli první dřevěnou kapli.
Po porážce křižáckého vojska 16. června 1426 v bitvě Na Běháni u Ústí nad Labem zahynulo mnoho křižáků i na útěku v místě budoucího Bohosudova. Přitom byl zničen i poplužní dvůr v Bohosudově a pak i roku 1429 Krupka. Po šesti letech byl poplužní dvůr opět obnoven a v jeho blízkosti byla postavena kaple na památku padlých křižáků a ke cti Bolestné Panny Marie. V této kapli byla pak uchovávána zmiňovaná milostná gotická soška. Voda v blízké studánce byla již tehdy pokládána za léčivou. Literární prameny však nevylučují, že milostná soška mohla být dříve skutečně v klášteře strážkyň Božího hrobu ve Světci. Řeholnice totiž mohly při svém útěku ze Světce nalézt útočiště na hradě Rosenbergu nad Krupkou. Odtud se mohla soška dostat do později vybudované dřevěné kaple.

### Soška Panny Marie Bolestné
Gotická milostná soška Panny Marie Bolestné je asi 15 cm vysoká, z blíže neurčené vypalované hlíny. Znázorňuje sedící Pannu Marii, která drží na klíně mrtvého Krista a bolestně se něj dívá. Socha, jejíž umělecká hodnota není příliš veliká, byla během staletí tak poškozena, že v roce 1709 byla opatřena ochranným zlatým plechem.
Původní dřevěná kaple byla brzy vystřídána kamennou. Již v roce 1503 existuje doklad, že nejvyšší kancléř Albrecht z Kolovrat byl velkým ctitelem této milostné sošky a zasloužil se o první období rozkvětu tohoto poutního místa. Kaple byla roku 1507 rozšířena a přeměněna na poutní kostel. Albrecht z Kolovrat vymohl osobně v Římě plnomocné odpustky pro poutníky ke „zdejší“ Panně Marii. Dne 14. října 1515 byl kostel vysvěcen. Kolem roku 1618 zpustl a znovu byl postaven v letech 1621–1624 a pak vyhořel. Nynější kostel postavili v letech 1701–1708 litoměřičtí stavitelé Giulio a Octavio Broggiové.

### Období reformace a třicetileté války
Bohosudovský kostel zůstal po celou dobu reformace katolickým a byl oporou zdejší katolíků v boji pro protestantismu. Již brzy sem přicházela procesí i z velkých vzdáleností. Příkladem mohou být procesí ze Žitavy odkud pravidelně od roku 1515 přicházeli poutníci. Když však jak Žitava, tak i blízká Krupka roku 1576 podlehly protestantismu, byl zdejší kostel ve velkém nebezpečí. Císař Rudolf II. předal roku 1584 františkánský klášter v Krupce spolu s tímto kostelem přísně katolickému Jiřímu z Lobkovic. Ten dal kostel obnovit a zasloužil se o jeho nový rozkvět. Roku 1587 byl bohosudovský kostel předán jezuitům od sv. Klimenta z Prahy, kteří se stali vlastními tvůrci slávy tohoto poutního místa. Každým rokem pak stoupal počet poutníků do Bohosudova, takže roku 1644 zde muselo na svátek Narození Panny Marie zpovídat 34 kněží, z toho čtyři jezuité z chomutovské koleje. Ještě v roce 1615 udělil papež Pavel V. plnomocné odpustky na dobu sedmi let pro všechny poutníky k Panně Marii Bohosudovské.
Po vypuknutí třicetileté války zahájené českým protihabsburským povstáním došlo k přerušení tohoto slibného vývoje. Když roku 1618 vypověděla vláda direktorů jezuity z Čech, zachránil milostnou sošku chomutovský rektor jezuitské koleje a tajně ji odvezl do Duchcova. Byl to první úkryt sošky během třicetileté války. Bohosudovský kostel byl následně zpustošen. Přestože do Bohosudova se jezuité vrátili již v roce 1621, soška zůstala v Duchcově až do roku 1624. Podruhé bylo třeba sošku opět ukrýt a to za vpádu Švédů. Byla tedy v roce 1631 odvezena do Prahy, kde zůstala až do roku 1635. Jednalo se o prozíravý krok, protože švédské vojsko znovu vyplenilo bohosudovský kostel. V mezidobí, kdy byl v období třicetileté války relativní klid, snažili se bohosudovští jezuité vyvíjet velkou misionářskou protireformační činnost. Potřetí bylo nutné sošku před Švédy ukrýt v roce 1639. Byla převezena do Chomutova, kde zůstala až do roku 1640. Když Švédové zvítězili nad císařskou stranou v krvavé bitvě u Breifenfeldu, vpadla švédská vojska pod vedením Lennarta Torstensona roku 1642 opět do Čech a soška byla počtvrté přemístěna a to opět do Chomutova. Po té byla na krátký čas navrácena, aby byla naposledy, a to popáté během třicetileté války ukryta, takže v letech 1643–1651 byla uchovávána v Chomutově. Poté se vrátila již natrvalo do Bohosudova.

### Barokní období

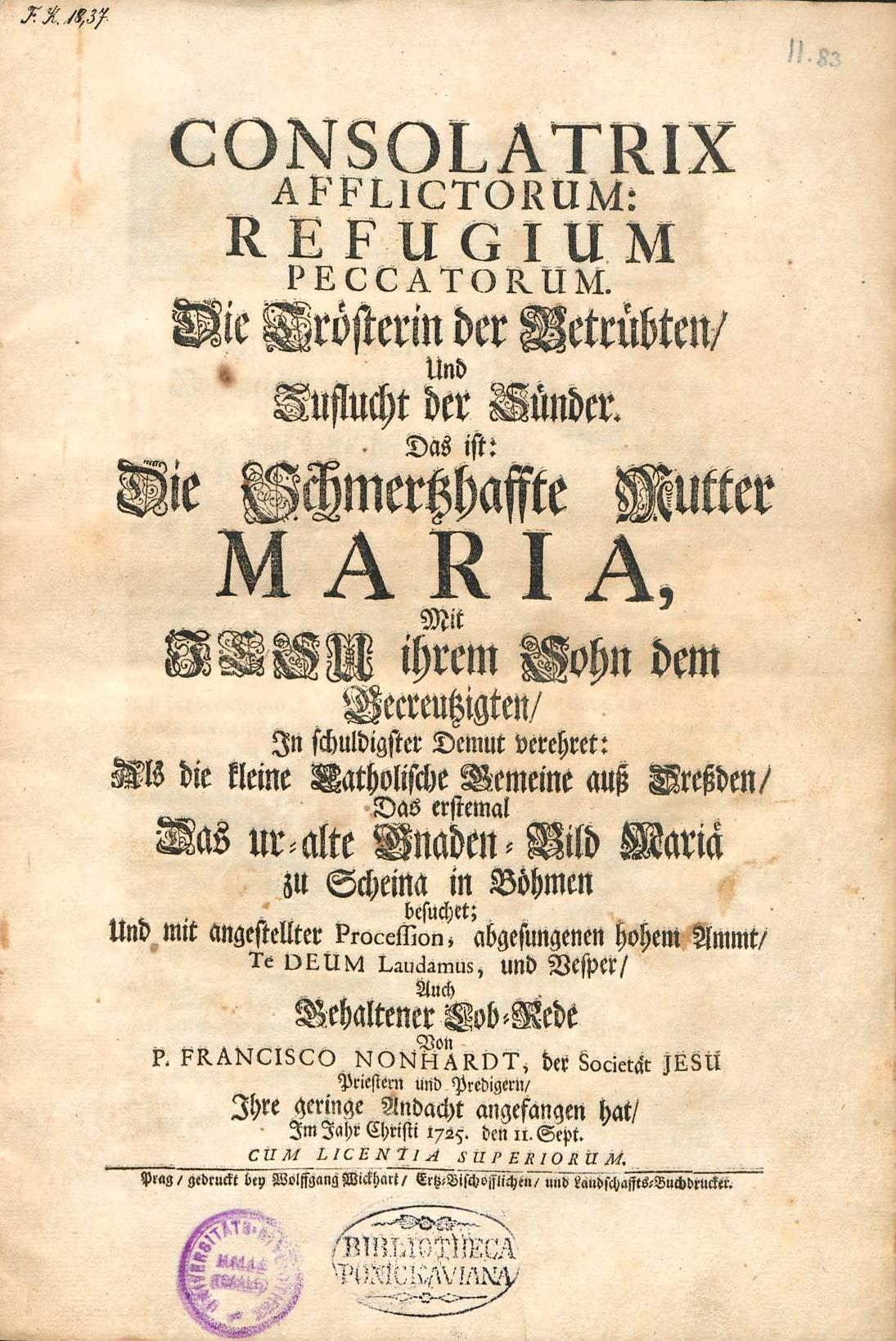
Titulní list bohosudovského zpěvníku z roku 1725

Po skončení třicetileté války získal bohosudovský kostel značný odkaz závětí Anny Marie Regnierové von Bleyleben, která mu odkázala své soběchlebské panství. Díky tomu mohlo být již roku 1652 započato s novostavbou jezuitské rezidence, později zvanou stará budova. Tato stará budova se však brzy ukázala příliš malá a proto byla určena pro přicházející poutníky. Nová jezuitská rezidence byla postavena roku 1677 a současně při ní byl otevřen i ústav se školou pro zpěváky a ministranty. Bohosudovský kostel vlivem jezuitů opět ožil.
V širokém okolí brzo nebyla farnost, která by nepořádala každoročně pouť do Bohosudova. První litoměřický biskup Maxmilián Rudolf Schleinitz vybízel ve svém posledním pastýřském listě z 23. března 1675 věřící své diecéze k návštěvě tohoto proslulého poutního místa. Rovněž jeho nástupce II. litoměřický biskup Jaroslav Ignác Šternberk se stal štědrým podporovatelem a ochráncem Bohosudova.
Protože starý kostel brzy přestal stačit návalu poutníků, bylo rozhodnuto o novostavbě. Základní kámen byl položen 3. července 1701 a 1. září 1706 byl nový chrám slavnostně vysvěcen a byla do něj ve slavnostním průvodu přenesena milostná soška Panny Marie Bolestné. Stavební práce však dále pokračovaly a v roce 1722 byl dokončen oválný ambit se sedmi již dříve vybudovanými kaplemi, které pořídila města i jednotlivci, kteří putovali k Panně Marii Bohosudovské:
1. Zákupská kaple (1684–1688)
2. Teplická-Claryovská kaple (1671–1672)
3. Litoměřická kaple (1688)
4. Bleylebenská kaple (po roce 1665)
5. Kolovratská kaple (1693)
6. Osecká kaple (1722)
7. Duchcovská kaple (1625)

V těchto kaplích byly vymalovány výjevy zobrazující sedm bolestí Panny Marie.

### Poutě a procesí
Nejen poutníci, ale také soška ještě čtyřikrát dále putovala, protože ji bylo nutné ukrýt. Stalo se tak v roce 1706, kdy hrozil opět švédský vpád. Z tohoto důvodu byla soška odvezena do Prahy. V období sedmileté rakousko-pruské války byla v roce 1756 v Chomutově a v roce 1762 v Litoměřicích. Nakonec ještě v roce 1779 v souvislosti s válkou o bavorské dědictví byla ještě jednou ukryta v Litoměřicích.
Svého poutnického vrcholu dosáhl Bohosudov v 18. století. Roku 1709 je zaznamenáno 29 tisíc svatých přijímání poutníků jen v měsíci září a za celý rok to bylo 68 700 svatých přijímání. V roce 1720 zde bylo dosaženo vrcholu, protože bylo dosaženo 100 tisíc svátostí ročně. V této době musel být dokonce pro jednotlivá procesí z různých míst termín stanoven předem, aby nedošlo k přeplněnosti poutního místa. Poutníci navíc odtud často putovali do blízké Krupky k tamní kopii Svatých schodů.

### Uzdravení a vyslyšení proseb
Četná vyslyšení proseb a zázračná uzdravení byla důvodem již prvních poutí do Bohosudova, ale systematické záznamy o mimořádných vyslyšeních jsou až od roku 1671. Při kázání roku 1706 se uvádělo podle záznamů již celkově 1500 vyslyšení proseb a zázračných uzdravení. Počet těchto jevů stoupal. Například je pro rok 1721 je zaznamenáno více než 500 vyslyšení proseb poutníků. V Bohosudově docházelo také ke konverzím od protestantismu ke katolické víře, a to někdy i u tehdejších významných osobností.

### Období josefinismu a znovuoživení

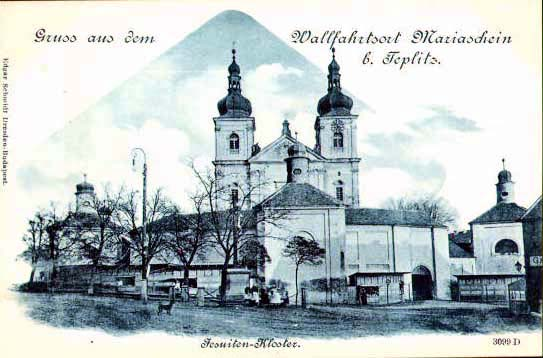
Poutní bohosudovská pohlednice z roku 1900

Když bylo v roce 1773 zrušen jezuitský řád, bylo v Bohosudově 14 jezuitů. Hrozilo nebezpečí zániku kostela, zvláště po roce 1782, kdy Josef II. zakázal všechny poutě a procesí. Tehdy zasáhl litoměřický biskup Ferdinand Kindermann tím, že v Bohosudově v roce 1786 založil samostatnou lokálii, která byla v roce 1798 povýšena na proboštství. K oživení staré poutní slávy došlo opět na počátku 19. století a v roce 1802 zde bylo uděleno na 115 tisíc svatých přijímání. V roce 1853 se do Bohosudova opět vrátili jezuité a zůstali tam až do roku 1950, kdy byli v rámci Akce K, internováni komunistickým režimem. Jezuité v Bohosudově zřídili opět své školy, soukromé gymnázium se studentským konviktem (tzv. malý seminář), ze které pak vyšla řada kněží činných v litoměřické diecézi. V roce 1855 byla proto postavena nová budova semináře. V roce 1905 a v letech 1912–1913 byl celý komplex podstatně rozšířen a počet chovanců dosáhl téměř čtyř set. Jezuité zde byli činní nejen jako ochránci poutního místa, ale také jako pedagogové, organizátoři lidových misií, mariánských kongregací, jezuitských exercicií a dalšího duchovního programu.

### Bazilika minor
Před údajným 500. výročí vzniku bohosudovského poutního místa v roce 1925 vydal papež Pius XI. dne 6. června 1924 zvláštní breve jímž povýšil bohosudovský kostel na baziliku minor. V papežském breve je uvedeno, že mezi mariánskými svatyněmi v Čechách bohosudovský chrám zaujímá významné místo. Breve dále popisuje vybavení chrámu, privilegia baziliky a indulgence. Zahrnuje i poutě a vyslyšení proseb a zázraků. O toto povýšení na baziliku minor požádal rektor jezuitské koleje v Bohosudově a doporučil ho jak generální prokurátor Tovaryšstva Ježíšova, tak i litoměřický biskup Josef Gross.
Počet poutníků, kteří v Bohosudově přijímal svátost v první polovině 20. století sice poklesl, přesto jich přicházelo ročně asi kolem 30 tisíc.

### Program záchrany architektonického dědictví
V rámci Programu záchrany architektonického dědictví bylo v letech 1995–2014 na opravu památky čerpáno 12 960 000 Kč.
| rok    | 1999  | 2001  | 2002  | 2003  | 2004  | 2005  | 2006 | 2007 | 2008 | 2009 | 2010 | 2011 | 2012 | 2013 | 2014 |
| ------ | ----- | ----- | ----- | ----- | ----- | ----- | ---- | ---- | ---- | ---- | ---- | ---- | ---- | ---- | ---- |
| částka | 1 600 | 1 800 | 1 200 | 1 000 | 1 000 | 1 485 | 920  | 500  | 650  | 500  | 420  | 630  | 420  | 385  | 450  |

## Architektura

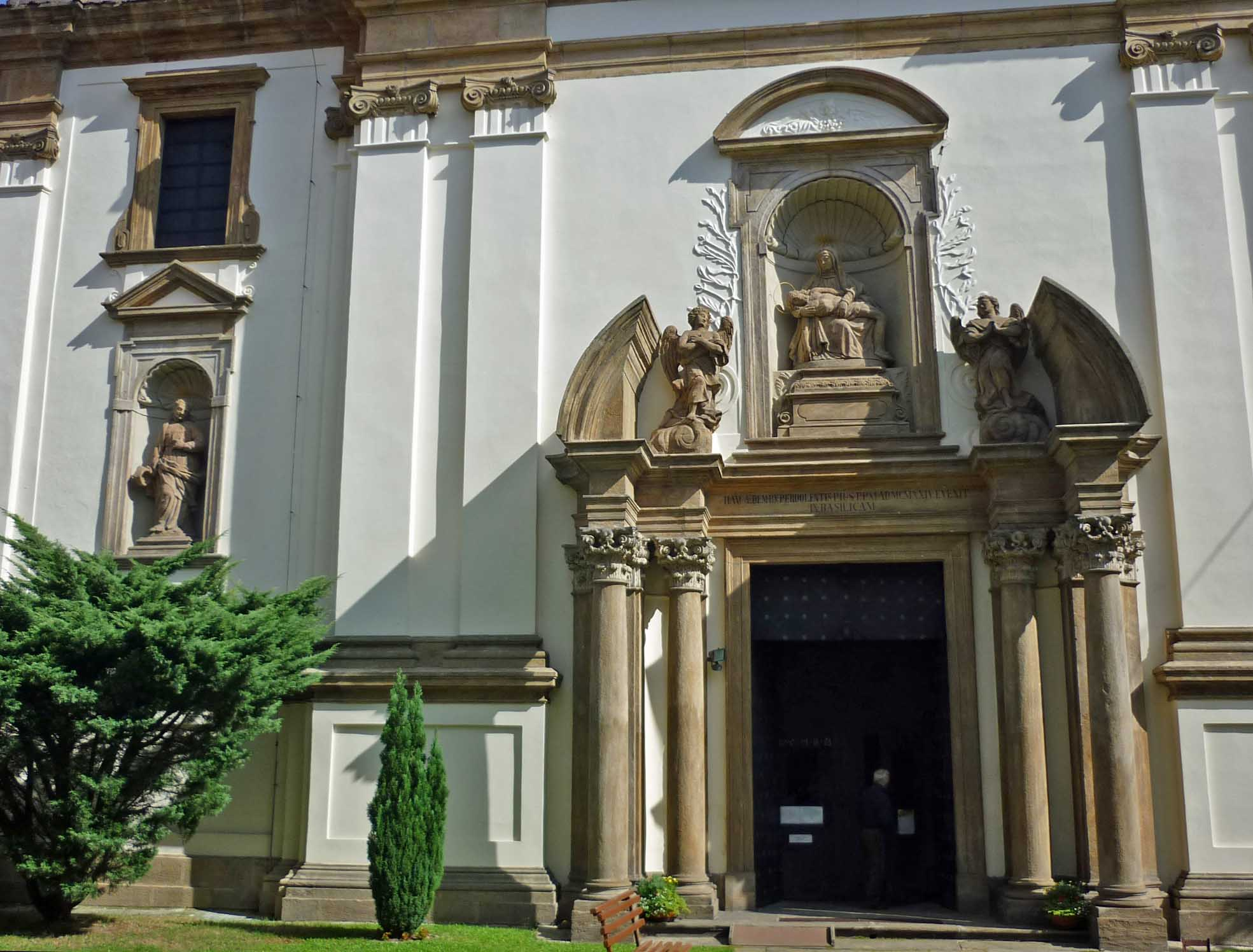
Vstup do baziliky

### Exteriér
Stavba je jednolodní, obdélná s třemi páry pravoúhlých postranních kaplí, s polokruhově uzavřeným presbytářem a dvojicí hranolových věží v západním průčelí. Fasády baziliky jsou členěny pilastry s lizénovými rámy. Okna jsou polokruhová i pravoúhlá se segmentovými frontony. V západním průčelí je stavba členěná mezipatrovou římsou s pilastry. Ve střední části je završené trojúhelným štítem. Jeho portál s rozeklanou supraportou je na kompozitních sloupech a pilastrech. Ve středu supraporty se nachází nika s plastikou Piety ve štukovém orámování s volnými sochami andělů. Na fasádách kostela se nachází bohatá plastická výzdoba od Franze Tollingera z roku 1705. Na průčelí a severní boční stěně jsou sochy jezuitských světců, a sochy sv. Petra a sv. Pavla. Na jižní středně se nacházejí sochy čtyř českých patronů.

### Interiér
Vnitřek je členěný pilastry, které oddělují boční kaple. Kostel má valenou klenbu s lunetami a zděnou kruchtu.

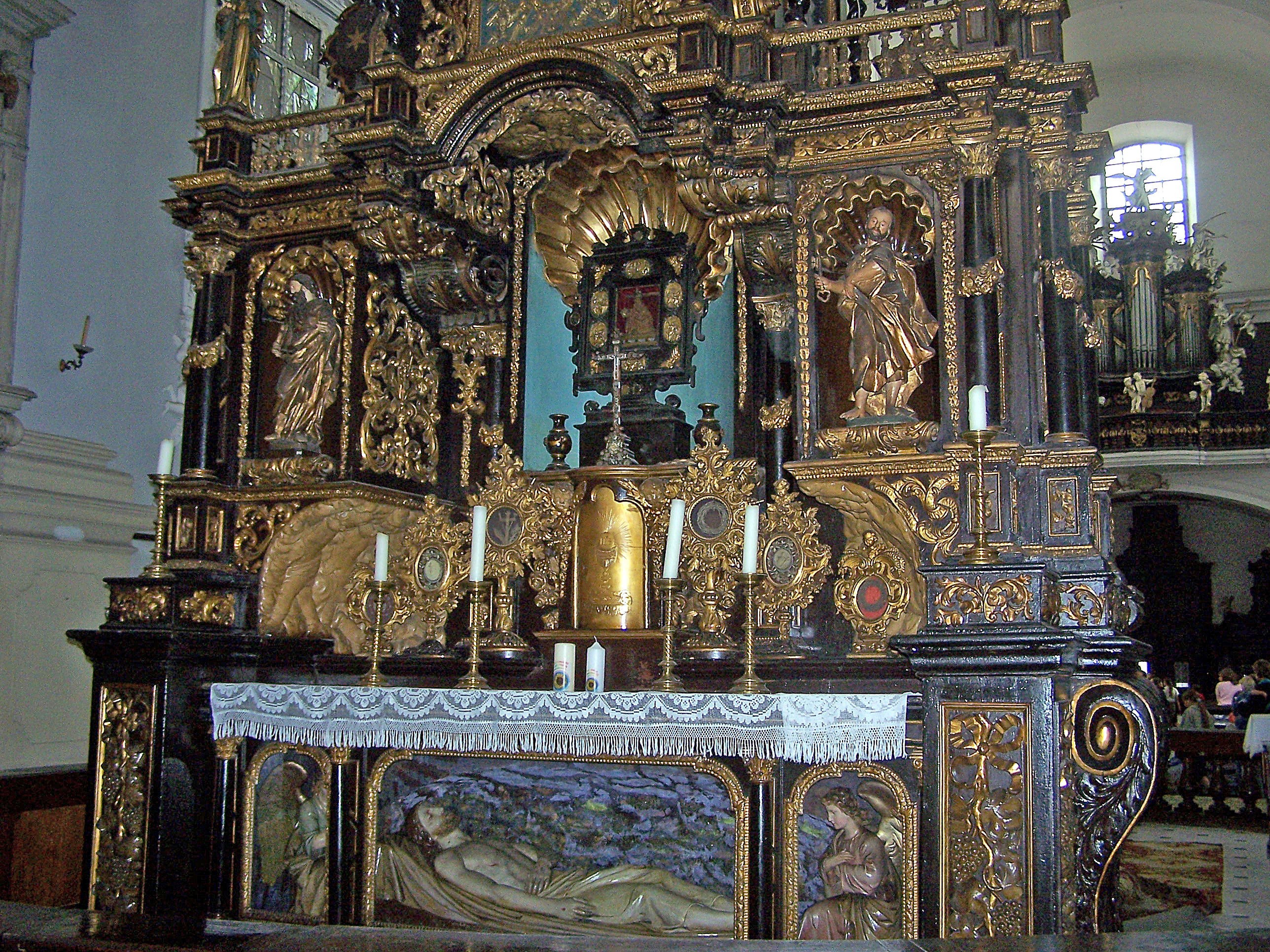
Detail hlavního oltáře

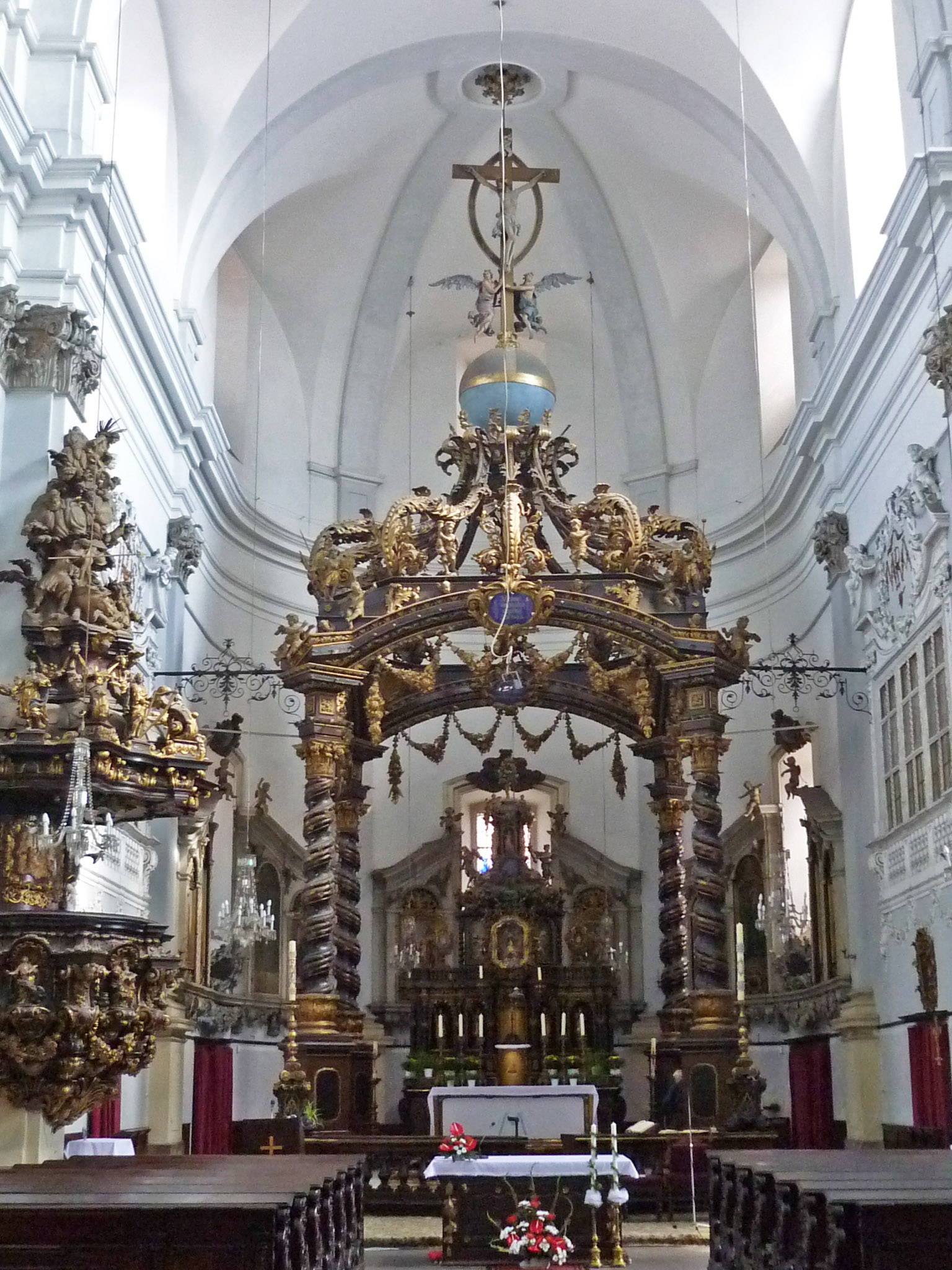
Pohled do chrámové lodi na hlavní oltář baziliky a kazatelna

### Vybavení
Hlavní oltář je baldachýnový. Pochází od Franze Tollingera z let 1707–1714. Pod baldachýnem, který je nesený čtyřmi točitými sloupy s girlandami a ukončený postavou Krista na zeměkouli se nachází vlastní architektura oboustranného oltáře s řezbami světců v nikách a na římse. Všechny boční oltáře s výjimkou dvou posledních jsou původní barokní. Jedná se o portálové, sloupové oltáře s nástavci a novými sochami od řezbáře E. Veselého z Prahy.

#### Boční oltáře
Oltář sv. Anny s obrazem sv. Anny a s obrazem sv. Máří Magdalény v nástavci má v bočních polích mezi sloupy ploché reliéfy od Mistra z Teplic. Dále je zde boční oltář sv. Jana Nepomuckého s obrazem od Ignáce Raaba a oválným obrazem Krista v nástavci. Na bočním oltáři sv. Barbory je obraz sv. Barbory a oválný obraz Krista v nástavci. Oba obrazy jsou také dílem Ignáce Raaba, který namaloval i oba obrazy pro oltář sv. Josefa: obraz sv. Josefa i obraz sv. Jana Křtitele v nástavci. Boční oltář sv. Ignáce s obrazem sv. Ignáce a oválným obrazem sv. Františka Borgiáše v nástavci pocházejí roku 1712 a jsou dílem Jana Jiřího Heinsche. Oltářní architektura je dílem Teplického mistra a obměňuje v jednodušší formě hlavní oltář z Teplic. Boční oltář sv. Františka Xaverského je protějškovým oltářem k oltáři sv. Ignáce. Je na něm obraz sv. Františka a oválný obraz světce v nástavci. Na obou oltářích se dochovaly i původní volné barokní plastiky.

#### Ostatní vybavení

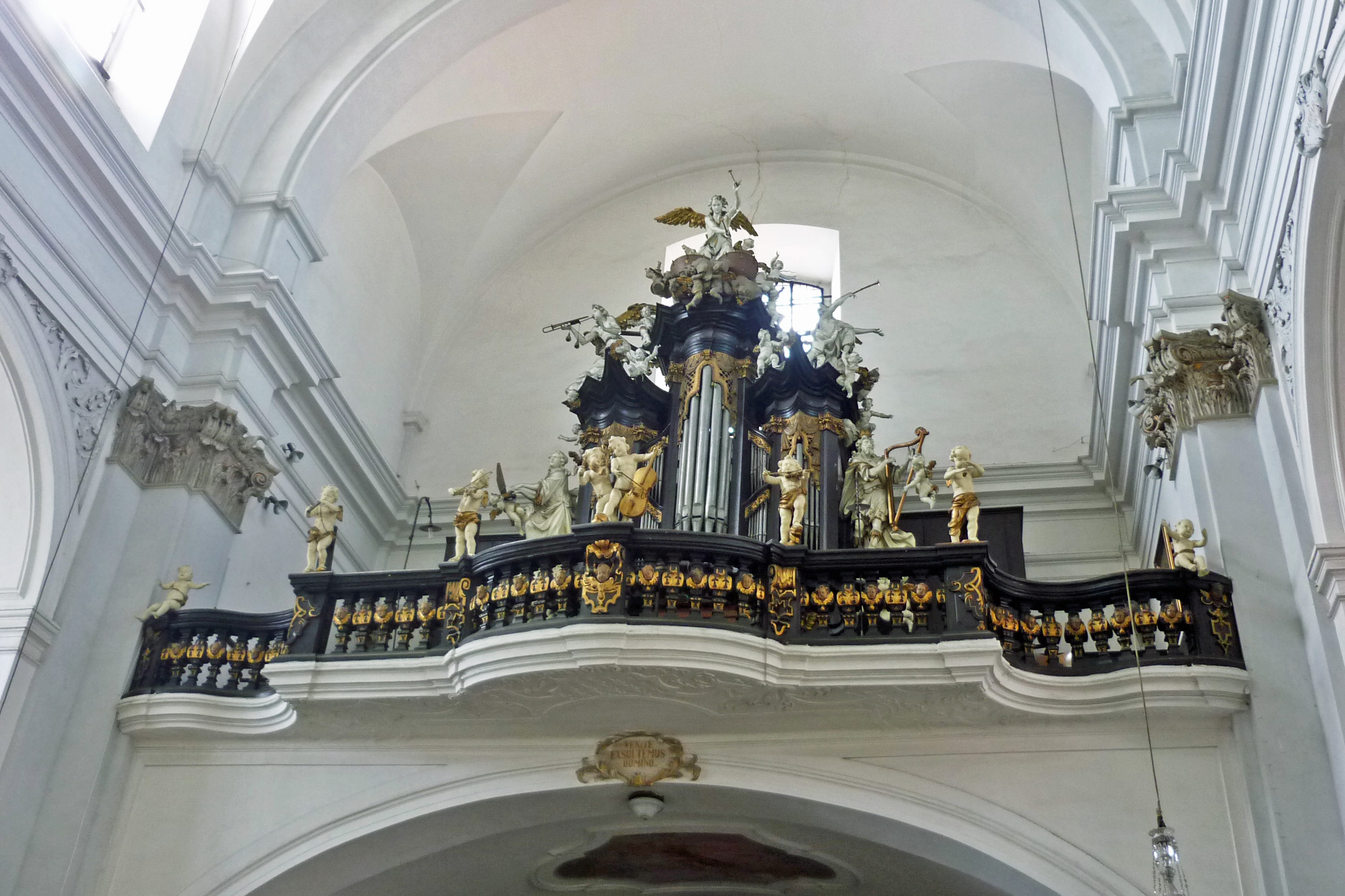
Kruchta bohosudovské baziliky

V kapli sv. Františka Xaverského je obraz světce a náhrobník Ladislava Przichowského. Barokní kazatelna z roku 1714 je zřejmě dílem Franze Tollingera. Má bohatou ornamentální řezbu a figurální výzdobu. Na baldachýnu kazatelny je obsáhlá figurální skupina obrácení sv. Pavla. Při západní stěně pod kruchtou se nacházejí dvě barokní zpovědnice z poloviny 18. století. Mají středové točivé sloupky, malované medailóny světců a drobné postavy andělů. Ve všech bočních kaplích jsou barokní řezané zpovědnice s malovanými medailóny světců. Jedná se vždy o dvojice plochých reliéfů, které jsou dílem Mistra z Teplic a pocházejí z období kolem roku 1735. Reliéfy zobrazují výjevy z Kristova života. Varhany pocházejí z roku 1734. Nacházejí se ve zdobně řezané barokní skříni. Jsou zdobené volnými plastikami starozákonního krále Davida a sv. Cecilie. Na vrcholu je pak skupina andělů s hudebními nástroji. Na parapetu kruchty jsou volné postavy andílků s hudebními nástroji. Barokní lavice s ornamentálními řezanými bočnicemi pocházejí období kolem roku 1730. Před hlavním oltářem jsou barokní svícny z roku 1693. Z roku 1693 pochází i bronzový lustr.

### Zvony
V minulosti zde bývalo nejméně osm zvonů (dva na jižní věži, pět na severní věži a jeden v sanktusníku), dnes se zde nacházejí pouze dva – v severní průčelní věži zvon od Matěje Špice z roku 1541 s českým nápisem a v sanktusníku zvon z roku 1713 od Jana Baltazara Crommela. Zvononosná konstrukce pochází z roku 1923. V lucerně jižní věže se nacházejí dva zvonovinové hodinové cymbály.

## Kaple nad pramenem

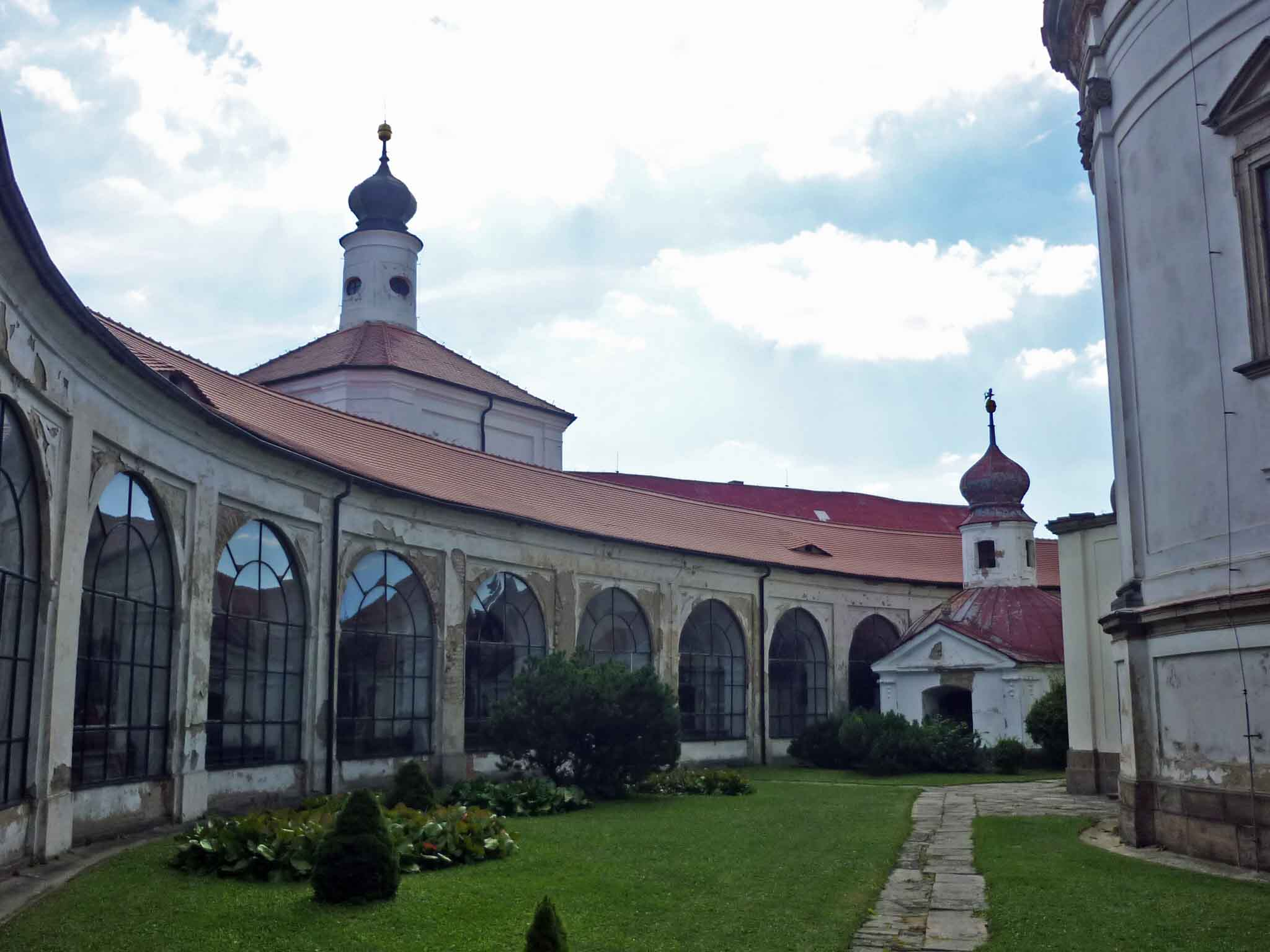
Kaple nad pramenem je drobnější stavbou mezi bazilikou a levým ambitem

Nad pramenem u poutního místa se nachází kaple. Jedná se o barokní stavbu postavenou v roce 1722. Stojí a čtvercovém půdorysu. Má nárožní pilastry. Její kupole je opatřena válcovou lucernou a je kryta cibulí. Okna a vstupy jsou segmentové. Nad vstupem se nachází trojúhelníkový štít.

## Ambity

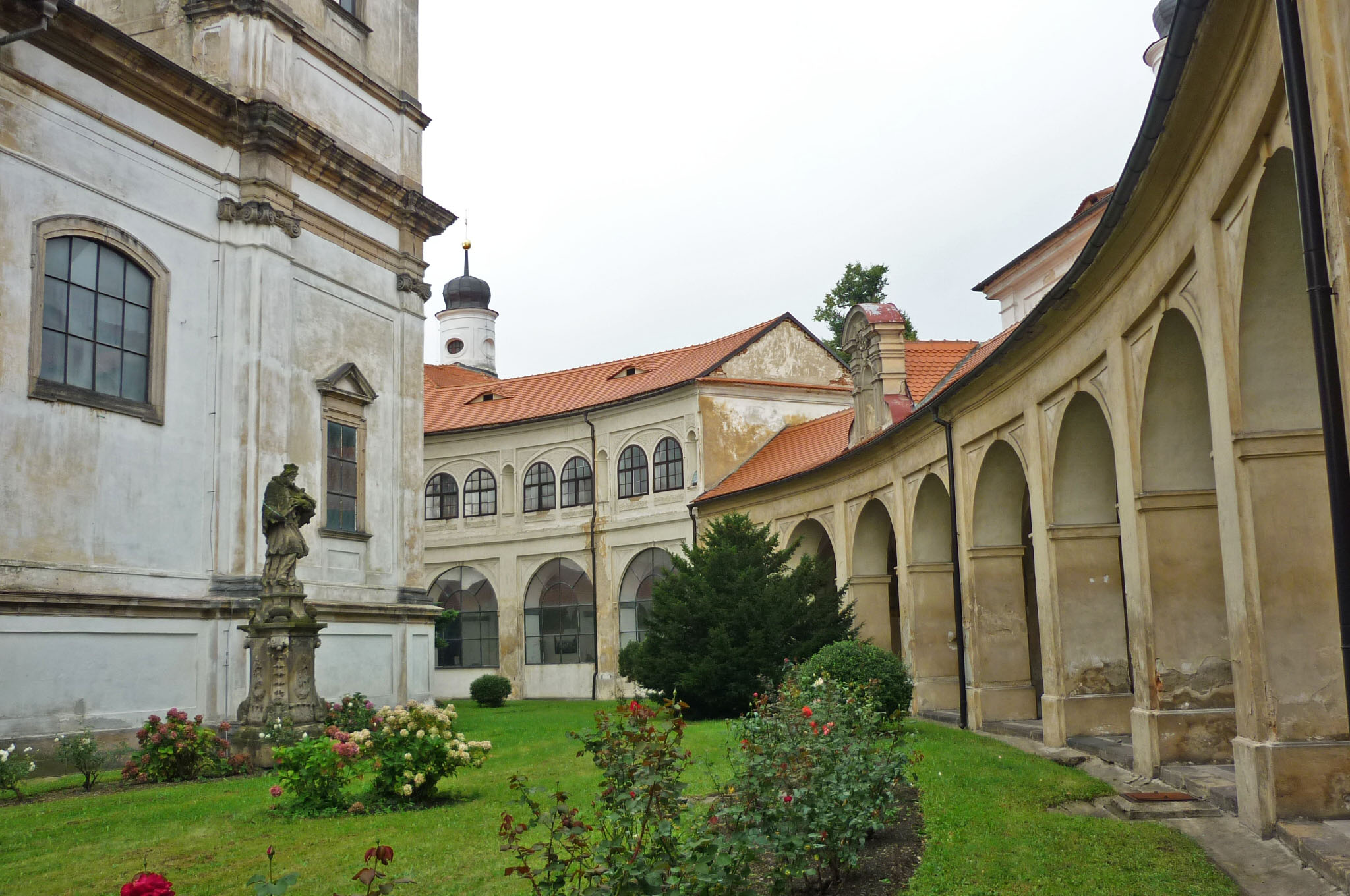
Pravý ambit

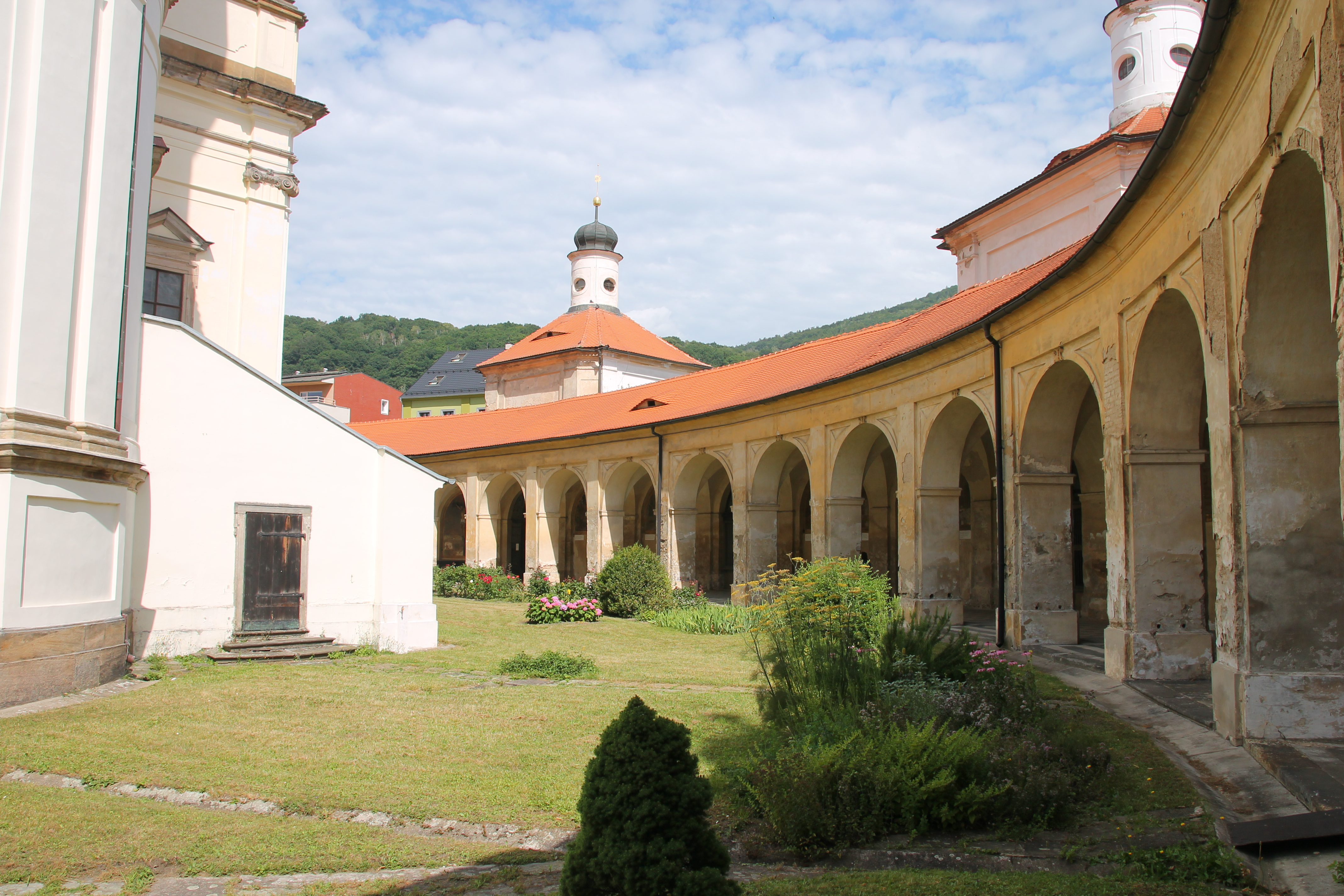
Levý ambit

Okolo poutní baziliky se nachází oválný ambit s kaplemi. Původní ambit byl postaven v letech 1584–1594 jako ochrana tehdejšího gotického kostela. Měl již v této době sedm kapliček. Postupně byly budovány při ohradní zdi dnešní poutní kaple. Ohradní zeď byla rozšířena v krytý dlážděný ambit otvírající se mezi kaplemi do kostelního nádvoří oblouky na pilířích. Ambit má křížovou klenbu. V dnešní podobě byl dokončen roku 1722 O. Broggiem. V ambitech jsou na freskách zobrazeny výjevy z dějin bohosudovského poutního místa.

### Poutní kaple v ambitech

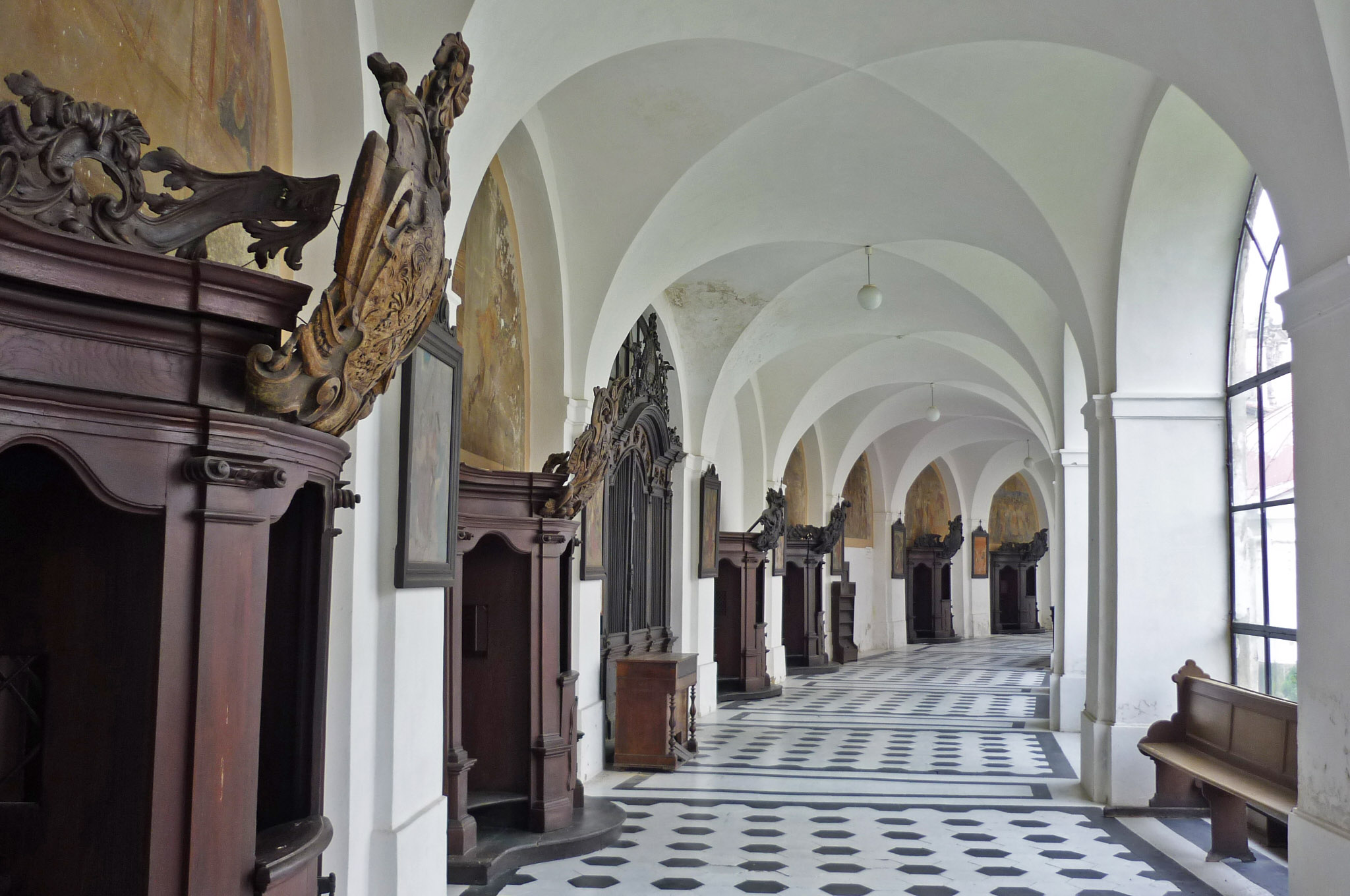
Interiér ambitů se zpovědnicemi

1. Zákupská kaple byla vybudována v letech 1684–1688. Renovována byla v roce 1857. Oltář s obrazem Útěk do Egypta byl převezen ze zámecké kaple v Horní Polici. V kapli je socha sv. Václava pocházející z konce 18. století. Kaple má bohatou tepanou mříž s rostlinnými ornamenty a erbem.
2. Teplická kaple je z let 1671–1672. Má štukový portálový oltář s obrazem Nalezení Ježíše v chrámu. Na bočních stěnách se ve štukových rámech nacházejí obrazy Klanění pastýřů a Kladení do hrobu. Je opatřena barokní mříží s bohatým rostlinným ornamentem. Mezi teplickou a litoměřickou kaplí je nika. V jejím středu je barokní polychromovaná dřevořezba Assumpty z poloviny 18. století. Na bocích niky jsou volné plastiky evangelistů.
3. Litoměřická kaple byla postavena roku 1688. Na oltáři s točitými sloupy se nachází obraz Zastavení na křížové cestě. Mezi litoměřickou a bleylebenskou kaplí se nachází také nika. Ve středu je gotická polychromovaná dřevořezba z počátku 16. století představující biblický výjev Ecce homo. Po bocích se na konzolách nacházejí barokní putti. Obdobní putti jsou i na bočních stěnách výklenkové kaple.
4. Kaple Bleylebenů začala být budována po roce 1655. V kapli je barokní náhrobník a barokní sochy světců v nikách po bocích oltáře.
5. Kolovratská kaple byla zbudována v roce 1693. Je v ní boční oltář z počátku 17. století, který pochází z původního poutního kostela. Na oltáři, který je členěn kompozitními sloupy a nikami, se nachází Pieta. Po stranách pak sochy sv. Petra a sv. Pavla. Nad římsou oltáře je středu skupina Nejsvětější Trojice mezi čtyřmi světci. V bočních nikách kaple jsou volné plastiky světců. Kaple je opatřena tepanou mříží se znakem Pánů z Kolovrat z roku 1719. Od Kolovratské kaple k vchodu je rozmístěno celkem 11 barokních zpovědnic, které pocházejí z konce 17. století.
6. Osecká kaple pochází z roku 1722.
7. Duchcovská kaple byla postavena v roce 1625 a přestavěna v roce 1721. Na konzolách se zde nacházejí sochy sv. Veroniky a sv. Heleny z 18. století. Kaple je opatřena kovanou mříží.[1]

### Architektura jezuitské rezidence
Nejstarší část jezuitské rezidence byla postavena v roce 1650 jako byt duchovního a přístřeší pro poutníky vyšších stavů. Po postavení nové rezidence byla stará budova pozměněna na školu, a to nejprve zpěváckou a latinskou, později hlavní školní budovu. Tato budova stojí jižně od ambitů, s nimiž byla spojena schodištěm s plastickou výzdobou. Budova je patrová a má čtyři křídla. Tvoří součást areálu poutního kostela. Není však umělecky příliš výrazná.

## Kaple poutní cesty do Staré Boleslavi
Panně Marii Krupecké (bohosudovské) byla zasvěcena 17. kaple Svaté cesty z Prahy do Staré Boleslavi, která byla založena v letech 1674–1690.